# Conimitella williamsii
Conimitella williamsii ist die einzige Art der Pflanzengattung Conimitella innerhalb der Familie der Steinbrechgewächse (Saxifragaceae).

## Beschreibung

### Vegetative Merkmale
Conimitella williamsii wächst als ausdauernde krautige Pflanze und erreicht Wuchshöhen von 25 bis 60 Zentimetern. Sie bildet weder Rhizome noch Stolonen. Der unterirdische Teil des Stängels besitzt schuppenförmige Niederblätter. Der aufrechte, winzig drüsig behaarte Stängel besitzt keine Laubblätter.
Die in einer grundständigen Blattrosette zusammen stehenden Laubblätter sind in Blattstiel und Blattspreite gegliedert. Die drüsig behaarten Blattstiele sind meist 1 bis 6 Zentimeter, selten bis 10 Zentimeter lang. Die 1 bis 4 Zentimeter lange Blattspreite ist kreis- bis nierenförmig mit herzförmiger Basis und fiedernervig. Der Blattrand setzt sich aus schwachen, gerundeten Lappen zusammen und ist steif bewimpert. Die Blattoberfläche ist winzig drüsig behaart. Es sind Nebenblätter vorhanden.

### Generative Merkmale
Die Blütezeit liegt im frühen Sommer. In einem winzig drüsig behaarten, gestreckten, 20 bis 60 Zentimeter langen, traubigen Blütenstand stehen über schuppenförmigen Tragblättern an Blütenstielen 7 bis 15 Blüten.
Die zwittrigen Blüten sind fünfzählig mit doppelter Blütenhülle (Perianth). Der 3 bis 4 Millimeter lange, grüne, gelblich-grüne oder rosafarben-grüne Blütenbecher (Hypanthium) ist bis zur Hälfte mit dem Fruchtknoten verwachsen; der freie Bereich ist 1 bis 1,5 Millimeter lang. Die fünf grünen, gelblich-grünen oder rosafarben-grünen aufrechten Kelchblätter sind bei einer Länge von 1 bis 1,5 Millimetern gerundet-länglich bis eiförmig. Die fünf aufrechten, genagelten, weißen Kronblätter sind bei einer Länge von meist 4 bis 5, selten bis zu 6 Millimetern elliptisch bis schmal-spatelförmig. Es ist nur ein Kreis mit fünf Staubblättern vorhanden; sie sind etwa 0,5 Millimeter lang und überragen die Kronblätter nicht. Der halb- bis dreiviertel-unterständige Fruchtknoten ist einkammerig. Die Plazentation ist parietal. Die zwei Narben sitzen direkt auf dem Fruchtknoten.
Die zweischnabelige Kapselfrucht ist bei einer Länge von 7 bis 10 Millimetern elliptisch. Die Kapselfrucht öffnet sich zwischen den beiden kurzen Fruchtschnäbeln und enthält 50 bis 100 Samen. Die dunkel-braunen Samen sind bei einer Länge von 1 bis 1,4 Millimetern ellipsoid und warzig oder glatt.

### Chromosomensatz
Die Chromosomengrundzahl beträgt n = 7; es liegt Diploidie mit einer Chromosomenzahl von 2n = 14 vor.

## Vorkommen
Conimitella williamsii ist im westlichen zentralen Nordamerika in Alberta, Colorado, Idaho, Montana und Wyoming verbreitet. Conimitella williamsii gedeiht in Felsspalten, Klippen und Berghängen und meist an offenen Standorten in Höhenlagen von 500 bis 2400 Metern in den Rocky Mountains.

## Systematik
Die Erstbeschreibung erfolgte 1890 unter dem Namen Heuchera williamsii durch Daniel Cady Eaton in Notes on some western plants. in Botanical Gazette, Volume 15, S. 62. Per Axel Rydberg stellte 1905 mit dieser Art unter dem Namen Conimitella williamsii in North American Flora, Volume 22, Part 2, S. 96–97 die neue Gattung Conimitella auf. Die Typuslokalität ist Belt Mountains in Montana. Weitere Synonyme für Conimitella williamsii sind Tellima nudicaulis Greene und Lithophragma williamsii Greene.
Der Gattungsname Conimitella setzt sich aus dem lateinischen Wort conus für Zapfen und dem Gattungsnamen Mitella zusammen, dies bezieht sich besonders auf den Blütenbecher. Mit dem Artepitheton williamsii wird der US-amerikanische Botaniker Robert Statham Williams (1859–1945) geehrt, der die nordamerikanische Flora bearbeitete mit dem Schwerpunkt Bryologie.